# 95ste Oscaruitreiking
De 95ste Oscaruitreiking vond plaats op 12 maart 2023 in het Dolby Theatre in Hollywood. De uitreiking werd georganiseerd door de Academy of Motion Picture Arts and Sciences (AMPAS) en eerde de beste films van 2022. De ceremonie werd voor de derde keer gepresenteerd door Jimmy Kimmel.
Een shortlist van films die meedingen naar nominaties in tien categorieën werd op 21 december 2022 bekendgemaakt. De nominaties werden op 24 januari aangekondigd door acteurs Allison Williams en Riz Ahmed.

## Winnaars en genomineerden
De winnaars staan bovenaan in vet lettertype.

### Beste film
- Everything Everywhere All at Once
  - All Quiet on the Western Front
  - Avatar: The Way of Water
  - The Banshees of Inisherin
  - Elvis
  - The Fabelmans
  - Tár
  - Top Gun: Maverick
  - Triangle of Sadness
  - Women Talking

### Beste regisseur
- Daniel Kwan en Daniel Scheinert – Everything Everywhere All at Once
  - Todd Field – Tár
  - Martin McDonagh – The Banshees of Inisherin
  - Ruben Östlund – Triangle of Sadness
  - Steven Spielberg – The Fabelmans

### Beste mannelijke hoofdrol
- Brendan Fraser – The Whale
  - Austin Butler – Elvis
  - Colin Farrell – The Banshees of Inisherin
  - Paul Mescal – Aftersun
  - Bill Nighy – Living

### Beste vrouwelijke hoofdrol
- Michelle Yeoh – Everything Everywhere All at Once
  - Cate Blanchett – Tár
  - Ana de Armas – Blonde
  - Andrea Riseborough – To Leslie
  - Michelle Williams – The Fabelmans

### Beste mannelijke bijrol
- Ke Huy Quan – Everything Everywhere All at Once
  - Brendan Gleeson – The Banshees of Inisherin
  - Brian Tyree Henry – Causeway
  - Judd Hirsch – The Fabelmans
  - Barry Keoghan – The Banshees of Inisherin

### Beste vrouwelijke bijrol
- Jamie Lee Curtis – Everything Everywhere All at Once
  - Angela Bassett – Black Panther: Wakanda Forever
  - Hong Chau – The Whale
  - Kerry Condon – The Banshees of Inisherin
  - Stephanie Hsu – Everything Everywhere All at Once

### Beste originele scenario
- Everything Everywhere All at Once – Daniel Kwan en Daniel Scheinert
  - The Banshees of Inisherin – Martin McDonagh
  - The Fabelmans – Tony Kushner en Steven Spielberg
  - Tár – Todd Field
  - Triangle of Sadness – Ruben Östlund

### Beste bewerkte scenario
- Women Talking – Sarah Polley
  - All Quiet on the Western Front – Edward Berger, Lesley Paterson en Ian Stokell
  - Glass Onion: A Knives Out Mystery – Rian Johnson
  - Living – Kazuo Ishiguro
  - Top Gun: Maverick – Ehren Kruger, Eric Warren Singer, Christopher McQuarrie, Peter Craig en Justin Marks

### Beste internationale film
- All Quiet on the Western Front – Duitsland
  - Argentina, 1985 – Argentinië
  - Close – België
  - EO – Polen
  - The Quiet Girl – Ierland

### Beste animatiefilm
- Guillermo del Toro's Pinocchio – Guillermo del Toro, Mark Gustafson, Gary Ungar en Alex Bulkley
  - Marcel the Shell with Shoes On – Dean Fleischer Camp, Elisabeth Holm, Andrew Goldman, Caroline Kaplan en Paul Mezey
  - Puss in Boots: The Last Wish – Joel Crawford en Mark Swift
  - The Sea Beast – Chris Williams en Jed Schlanger
  - Turning Red – Domee Shi en Lindsey Collins

### Beste documentaire
- Navalny – Daniel Roher, Odessa Rae, Diane Becker, Melanie Miller en Shane Boris
  - All That Breathes – Shaunak Sen, Aman Mann en Teddy Leifer
  - All the Beauty and the Bloodshed – Laura Poitras, Howard Gertler, John Lyons, Nan Goldin en Yoni Golijov
  - Fire of Love – Sara Dosa, Shane Boris en Ina Fichman
  - A House Made of Splinters – Simon Lereng Wilmont en Monica Hellström

### Beste camerawerk
- All Quiet on the Western Front – James Friend
  - Bardo, False Chronicle of a Handful of Truths – Darius Khondji
  - Elvis – Mandy Walker
  - Empire of Light – Roger Deakins
  - Tár – Florian Hoffmeister

### Beste montage
- Everything Everywhere All at Once – Paul Rogers
  - The Banshees of Inisherin – Mikkel E.G. Nielsen
  - Elvis – Matt Villa en Jonathan Redmond
  - Tár – Monika Willi
  - Top Gun: Maverick – Eddie Hamilton

### Beste productieontwerp
- All Quiet on the Western Front – Christian M. Goldbeck en Ernestine Hipper
  - Avatar: The Way of Water – Dylan Cole, Ben Procter en Vanessa Cole
  - Babylon – Florencia Martin en Anthony Carlino
  - Elvis – Catherine Martin, Karen Murphy en Bev Dunn
  - The Fabelmans – Rick Carter en Karen O'Hara

### Beste originele muziek
- All Quiet on the Western Front – Volker Bertelmann
  - Babylon – Justin Hurwitz
  - The Banshees of Inisherin – Carter Burwell
  - Everything Everywhere All at Once – Son Lux
  - The Fabelmans – John Williams

### Beste originele nummer
- "Naatu Naatu" uit RRR – Muziek: M.M. Keeravaani, tekst: Chandrabose
  - "Applause" uit Tell It Like a Woman – Muziek en tekst: Diane Warren
  - "Hold My Hand" uit Top Gun: Maverick – Muziek en tekst: Lady Gaga en BloodPop
  - "Lift Me Up" uit Black Panther: Wakanda Forever – Muziek: Tems, Rihanna, Ryan Coogler en Ludwig Göransson, tekst: Tems en Ryan Coogler
  - "This Is a Life" uit Everything Everywhere All at Once – Muziek: Ryan Lott, David Byrne en Mitski, tekst: Ryan Lott en David Byrne

### Beste geluid
- Top Gun: Maverick – Mark Weingarten, James H. Mather, Al Nelson, Chris Burdon en Mark Taylor
  - All Quiet on the Western Front – Viktor Prášil, Frank Kruse, Markus Stemler, Lars Ginzel en Stefan Korte
  - Avatar: The Way of Water – Julian Howarth, Gwendolyn Yates Whittle, Dick Bernstein, Christopher Boyes, Gary Summers en Michael Hedges
  - The Batman – Stuart Wilson, William Files, Douglas Murray en Andy Nelson
  - Elvis – David Lee, Wayne Pashley, Andy Nelson en Michael Keller

### Beste visuele effecten
- Avatar: The Way of Water – Joe Letteri, Richard Baneham, Eric Saindon en Daniel Barrett
  - All Quiet on the Western Front – Frank Petzold, Viktor Müller, Markus Frank en Kamil Jafar
  - The Batman – Dan Lemmon, Russell Earl, Anders Langlands en Dominic Tuohy
  - Black Panther: Wakanda Forever – Geoffrey Baumann, Craig Hammack, R. Christopher White en Dan Sudick
  - Top Gun: Maverick – Ryan Tudhope, Seth Hill, Bryan Litson en Scott R. Fisher

### Beste kostuumontwerp
- Black Panther: Wakanda Forever – Ruth Carter
  - Babylon – Mary Zophres
  - Elvis – Catherine Martin
  - Everything Everywhere All at Once – Shirley Kurata
  - Mrs. Harris Goes to Paris – Jenny Beavan

### Beste grime en haarstijl
- The Whale – Adrien Morot, Judy Chin en Anne Marie Bradley
  - All Quiet on the Western Front – Heike Merker en Linda Eisenhamerová
  - The Batman – Naomi Donne, Mike Marino en Mike Fontaine
  - Black Panther: Wakanda Forever – Camille Friend en Joel Harlow
  - Elvis – Mark Coulier, Jason Baird en Aldo Signoretti

### Beste korte film
- An Irish Goodbye – Tom Berkeley en Ross White
  - Ivalu – Anders Walter en Rebecca Pruzan
  - Night Ride – Eirik Tveiten en Gaute Lid Larssen
  - Le Pupille – Alice Rohrwacher en Alfonso Cuarón
  - The Red Suitcase – Cyrus Neshvad

### Beste korte animatiefilm
- The Boy, the Mole, the Fox and the Horse – Charlie Mackesy en Matthew Freud
  - The Flying Sailor – Amanda Forbis en Wendy Tilby
  - Ice Merchants – João Gonzalez en Bruno Caetano
  - My Year of Dicks – Sara Gunnarsdóttir en Pamela Ribon
  - An Ostrich Told Me the World Is Fake and I Think I Believe It – Lachlan Pendragon

### Beste korte documentaire
- The Elephant Whisperers – Kartiki Gonsalves en Guneet Monga
  - Haulout – Evgenia Arbugaeva en Maxim Arbugaev
  - How Do You Measure a Year? – Jay Rosenblatt
  - The Martha Mitchell Effect – Anne Alvergue en Beth Levison
  - Stranger at the Gate – Joshua Seftel en Conall Jones

## Films met meerdere nominaties
De volgende films ontvingen meerdere nominaties:
| Nominaties | Film                              | Awards |
| ---------- | --------------------------------- | ------ |
| 11         | Everything Everywhere All at Once | 7      |
| 9          | All Quiet on the Western Front    | 4      |
| 9          | The Banshees of Inisherin         |        |
| 8          | Elvis                             |        |
| 7          | The Fabelmans                     |        |
| 6          | Tár                               |        |
| 6          | Top Gun: Maverick                 | 1      |
| 5          | Black Panther: Wakanda Forever    | 1      |
| 4          | Avatar: The Way of Water          | 1      |
| 3          | Babylon                           |        |
| 3          | The Batman                        |        |
| 3          | Triangle of Sadness               |        |
| 3          | The Whale                         | 2      |
| 2          | Living                            |        |
| 2          | Women Talking                     | 1      |